# Parque de las Estaciones
El parque de las Estaciones (en catalán: parc de ses Estacions) es un parque urbano ubicado en el distrito Norte de la ciudad española de Palma de Mallorca (Islas Baleares). Fue inaugurado en 1999 y denominado así puesto que está situado sobre lo que antaño fueron las instalaciones de los Ferrocarriles de Mallorca. En 2004 fue desmantelado durante las obras de soterramiento de las vías de tren y del metro, siendo inaugurado nuevamente con otro diseño en 2007. 

## Descripción
El parque tiene el tamaño de cinco manzanas, con unos 37 330 m² de área distribuida entre zonas verdes y pavimentadas. Posee una variada arborización. Además, cuenta dentro de su mobiliario urbano, con bancos, fuentes de agua, zonas infantiles y demás elementos típicos de espacios públicos similares.
El parque es uno de los puntos más céntricos de la ciudad y centro de reunión para la juventud palmesana. A su alrededor se localizan varios lugares de importancia de la ciudad: en el lado sur la estación Intermodal y la plaza de España y en el occidental la estación del ferrocarril de Sóller. También pueden apreciarse algunas de los antiguos edificios que en el pasado conformaron los talleres y depósitos del ferrocarril.